# Paul Bernard (football)
Pour les articles homonymes, voir Paul Bernard et Bernard.
Paul Bernard (né le 30 décembre 1972 à Édimbourg, Écosse) est un joueur de football international écossais.

## Carrière en club
Né à Édimbourg, il déménage pour Manchester avec ses parents alors qu'il n'est que tout jeune enfant. Il grandit en soutenant l'équipe écossaise d'Heart of Midlothian.
Il commence sa carrière à Oldham Athletic, restant célèbre dans l'histoire du club pour avoir marqué, dans ce qui est seulement son deuxième match professionnel, au cours de la fameuse victoire 3-2 contre Sheffield Wednesday qui permet au club d'Oldham de remporter la seconde division et de remonter donc en Premier League après 68 ans d'attente. Il devient l'une des pièces maîtresses de l'équipe, jouant plus de cent matchs pour Oldham Athletic et aidant son club à se maintenir trois saisons d'affilée en Premier League.
Il est ensuite transféré à Aberdeen pour un million de £ le 27 septembre 1995, devenant le premier joueur qu'un club écossais, en dehors des deux géants de Glasgow, le Celtic FC et les Rangers FC, ait acheté pour un million de £ ou plus.
Malheureusement, à partir de cette date, et malgré une victoire en Coupe de la Ligue écossaise, des blessures à répétition et une certaine méforme gâchent la fin de sa carrière. Au bout de six saisons avec le club, son contrat n'est pas renouvelé et il est laissé libre, après y avoir joué cent matchs.
Il finit sa carrière avec un retour en Angleterre, à Barnsley et Plymouth Argyle, un passage de nouveau en Écosse, à Saint Johnstone, et pour finir, en Irlande, à Drogheda United.

## Carrière internationale
Durant sa carrière, il connaît deux sélections avec l'Écosse, en 1995, pendant le règne de Craig Brown.

### Détail des sélections
| Sélection | Date        | Lieu                                   | Compétition | Résultat | Adversaire | Titulaire/Remplaçant        | Maillot n° |
| --------- | ----------- | -------------------------------------- | ----------- | -------- | ---------- | --------------------------- | ---------- |
| 1re       | 21 mai 1995 | Hiroshima Big Arch, Hiroshima, Japon   | Coupe Kirin | N 0-0    | Japon      | remplace Scot Gemmill (77e) | 6          |
| 2e        | 24 mai 1995 | Toyama Athletic Stadium, Toyama, Japon | Coupe Kirin | V 2-1    | Équateur   | Titulaire                   | 6          |

## Palmarès
- avec Oldham Athletic :
  - Champion de division 2 anglaise : 1 (1990-1991)

- avec Aberdeen :
  - Coupe de la Ligue écossaise : 1 (1995-1996)

- avec Drogheda United :
  - Coupe d'Irlande : 1 (2005)
  - Setanta Sports Cup : 1 (2005-2006)